# Helenenthal (Odenthal)
Helenenthal ist ein im Dhünntal gelegener Wohnplatz der Gemeinde Odenthal im Rheinisch-Bergischen Kreis und ehemalige Schwarzpulverfabrik. Die Straße der Ortschaft Helenenthal erhielt am 15. April 1926 die Bezeichnung „In der Aue“, seitdem ist auch für den Bereich von Helenenthal der Ortsname des Nachbarorts Aue gebräuchlich.  Die Bezeichnung Helenental wird nur noch für den Teil des Tals genutzt.

## Geschichte
Im Dhünntal entstanden in der frühen Neuzeit insgesamt fünf Schwarzpulvermühlen, so auch am Standort Helenental. August Wasserfuhr verkaufte diese 1873 an die „Rheinisch-Westfälische Pulver-Aktiengesellschaft zu Köln“. Diesem Unternehmen gehörten schließlich alle Pulverfabriken im Tal. Nach dem Ende des Ersten Weltkriegs wurde die inzwischen zu Fabriken ausgebauten Schwarzpulvermühlen geschleift. 1921 kaufte die Gemeinde Odenthal das ehemalige Fabrikgelände in Helenenthal.
Politisch war der Ort Teil der Bürgermeisterei Odenthal, die 1816 durch die Preußen aus der Mairie Odenthal im Kreis Mülheim am Rhein geschaffen wurde. Der Ort ist auf der Preußischen Neuaufnahme von 1892 verzeichnet als Pulvermühle. Auf späteren Messtischblättern ist er regelmäßig als Teil von Aue verzeichnet.
| Jahr | Einwohner | Wohngebäude | Kategorie   |
| ---- | --------- | ----------- | ----------- |
| 1871 | 41        | 3           | Pulvermühle |
| 1885 | 24        | 4           | Hofstelle   |
| 1895 | 23        | 3           | Wohnplatz   |
| 1905 | 16        | 3           | Wohnplatz   |

Die Überreste der Pulverproduktionsstätten sind in der Liste der  Bodendenkmäler in Odenthal festgehalten.